# Emisfero orientale

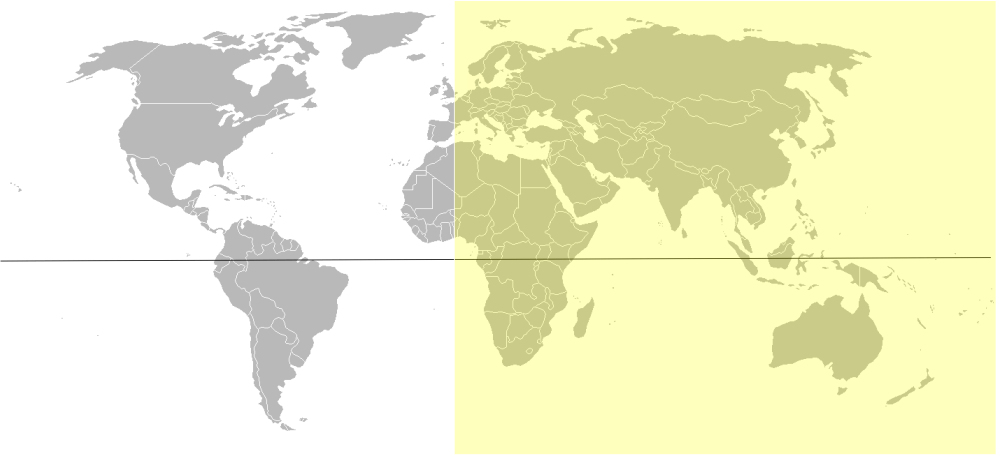
L'Emisfero orientale geografico della Terra indicato in giallo.

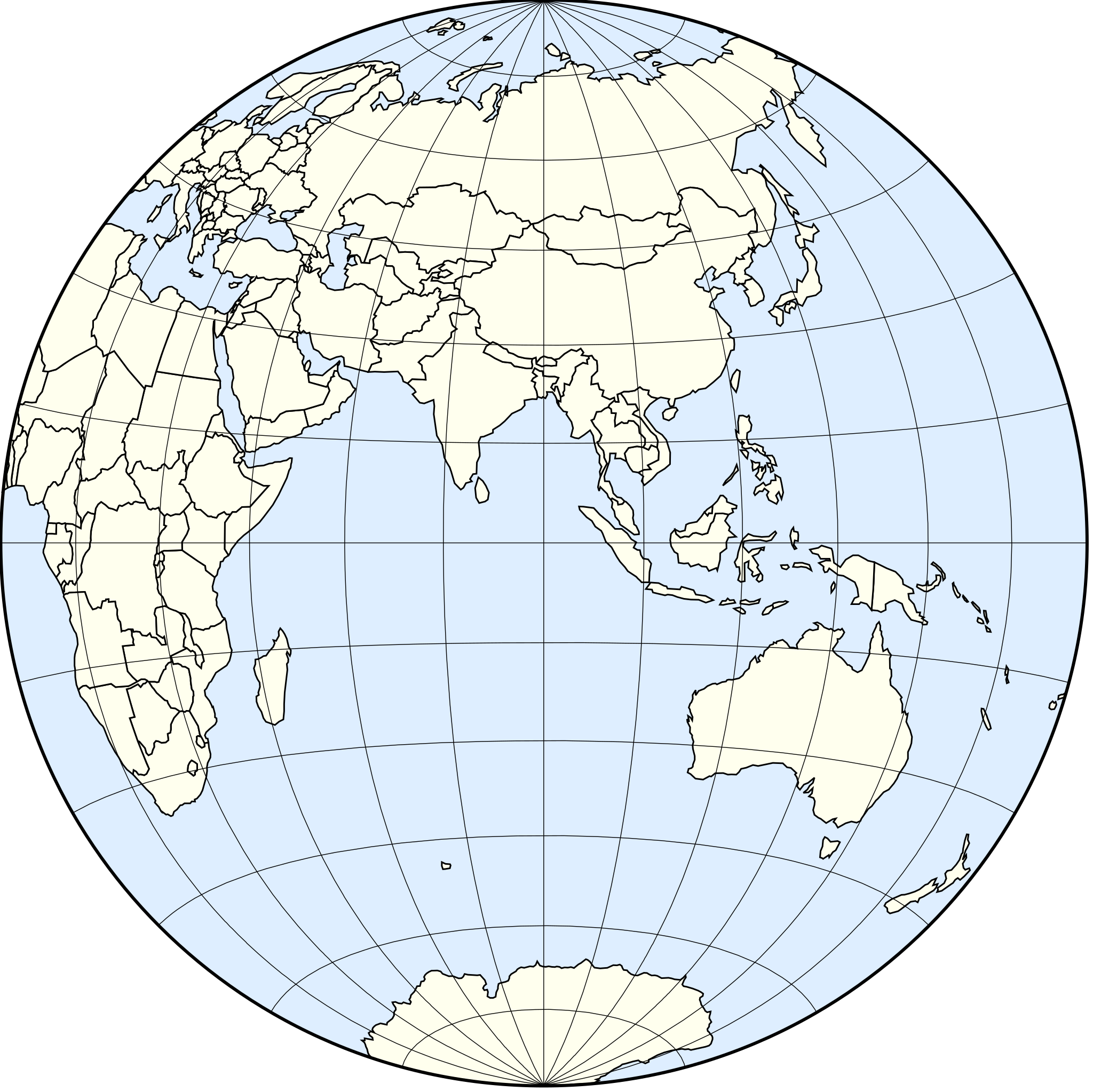
Emisfero orientale

L’emisfero orientale è un termine geografico utilizzato per indicare la metà della Terra che si trova ad est del meridiano di Greenwich (che attraversa Greenwich a Londra, Regno Unito); l'altra metà è l'emisfero occidentale.